# Cementerio Alemán (Osorno)
Der Cementerio Alemán heißt der „deutsche Friedhof“ in der chilenischen Stadt Osorno, in der Region Los Lagos im Süden des Landes.

## Geschichte
Der Deutsche Friedhof von Osorno wurde im späten 19. Jahrhundert angelegt, um dem wachsenden Bedarf der örtlichen Bevölkerung – insbesondere der deutschstämmigen, protestantischen Gemeinschaft – nach einer würdevollen Begräbnisstätte gerecht zu werden. Bis 1925 war der römisch-katholische Glaube Staatsreligion in Chile, was der katholischen Kirche das Recht einräumte, andere Konfessionen von den sogenannten „heiligen Feldern“ auszuschließen. Vor diesem Hintergrund war es Protestanten untersagt, ihre Verstorbenen auf katholischen Friedhöfen zu beerdigen. Im Jahr 1870 erwarben Hermann Hube und Jorge Aubel das Gelände des alten Stadtfriedhofs von Osorno, der wegen Platzmangels aufgegeben und durch ein größeres Areal – den heutigen katholischen Friedhof, damals Pfarrfriedhof genannt – ersetzt wurde. Hube veranlasste in Zusammenarbeit mit dem Stadtrat den Transport katholischer Verstorbener per Ochsenkarren vom alten zum neuen Friedhof. Gleichzeitig wurde die Verwaltung des ehemaligen Friedhofsgeländes dem Deutschen Evangelischen Verein übertragen, wodurch dieser Ort zu einem zentralen Begräbnisplatz für die protestantische Gemeinde Osornos wurde. Der Quadratmeterpreis jedes Grabes betrug lediglich 12,5 Cent pro Peso, wodurch die Kosten auch für Personen mit begrenzten finanziellen Möglichkeiten erschwinglich waren.
Bereits in frühen Jahren wurde auf dem Friedhof eine kleine lutherische Kapelle gebaut, die der Durchführung von Totenwachen und Beerdigungen diente. Seitdem besteht eine enge Zusammenarbeit zwischen der Lutherischen Kirche in Chile und der Friedhofsverwaltung.
Während der COVID-19-Pandemie und zu anderen besonderen Anlässen setzte die Verwaltung Gesundheitsprotokolle durch, darunter die Maskenpflicht und den Zugang zu im Gelände verteilten Handwaschstationen. Im November 2022 kam es zudem zu einem Brand, der ein internes Nebengebäude (Lagerraum) zerstörte, jedoch weder die historischen Gräber noch die Hauptarchitektur des Friedhofs beeinträchtigte.